# Heuliez GX 117
Les Heuliez Bus GX 117 et GX 117 L sont des autobus à gabarit réduit (midibus) à plancher bas. Fabriqués et commercialisés par le constructeur français Heuliez Bus de 1998 à 2006, ils sont les premiers midibus à plancher surbaissé fabriqués par un constructeur français. Les versions standards et la version articulé ont également été disponibles, nommés GX 217, GX 317 et GX 417. Ils font partie de la gamme Access'Bus.
Ils ont été lancés avec un moteur Diesel ayant la norme européenne de pollution Euro 2 puis au fil des années seront améliorés jusqu'à la norme Euro 3.
Les GX 117 et GX 117 L remplacent l'Heuliez GX 77H et sont remplacés par l'Heuliez GX 127.

## Historique
Ils seront commercialisés entre 1998 et août 2006 et succèdent au GX 77H. Ils sont fabriqués dans l'usine de Rorthais en France.
Durant leurs commercialisations, c'étaient les midibus à plancher bas les plus vendus en Europe avec 796 véhicules répartis entre la France, l'Allemagne, l'Islande et la Suisse.[réf. nécessaire]
Les GX 117 et GX 117 L sont des dérivation du GX 317 (modèle standard) et du GX 417 (modèle articulé).

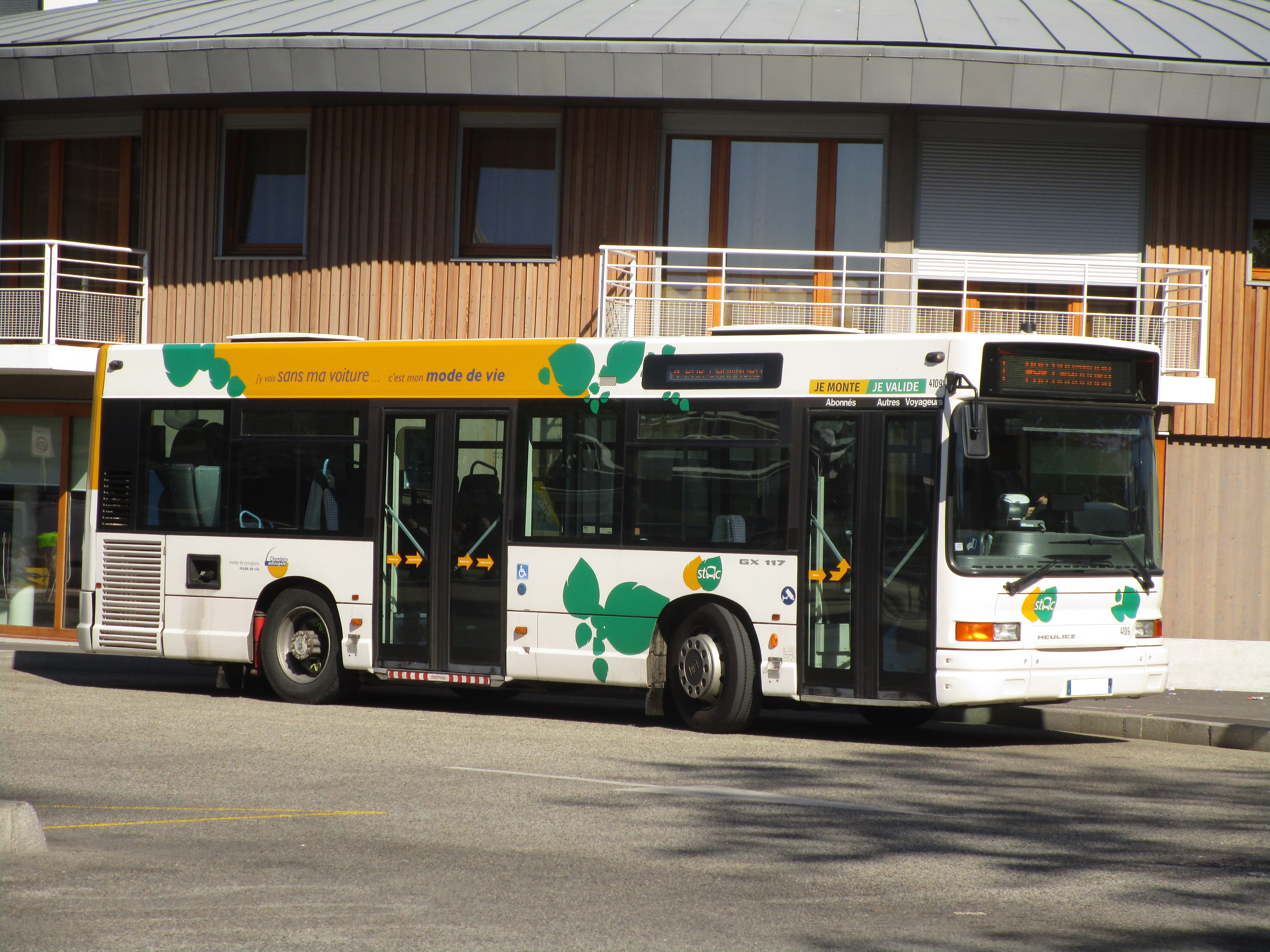
Vue avant d'un GX 117 de Chambéry.
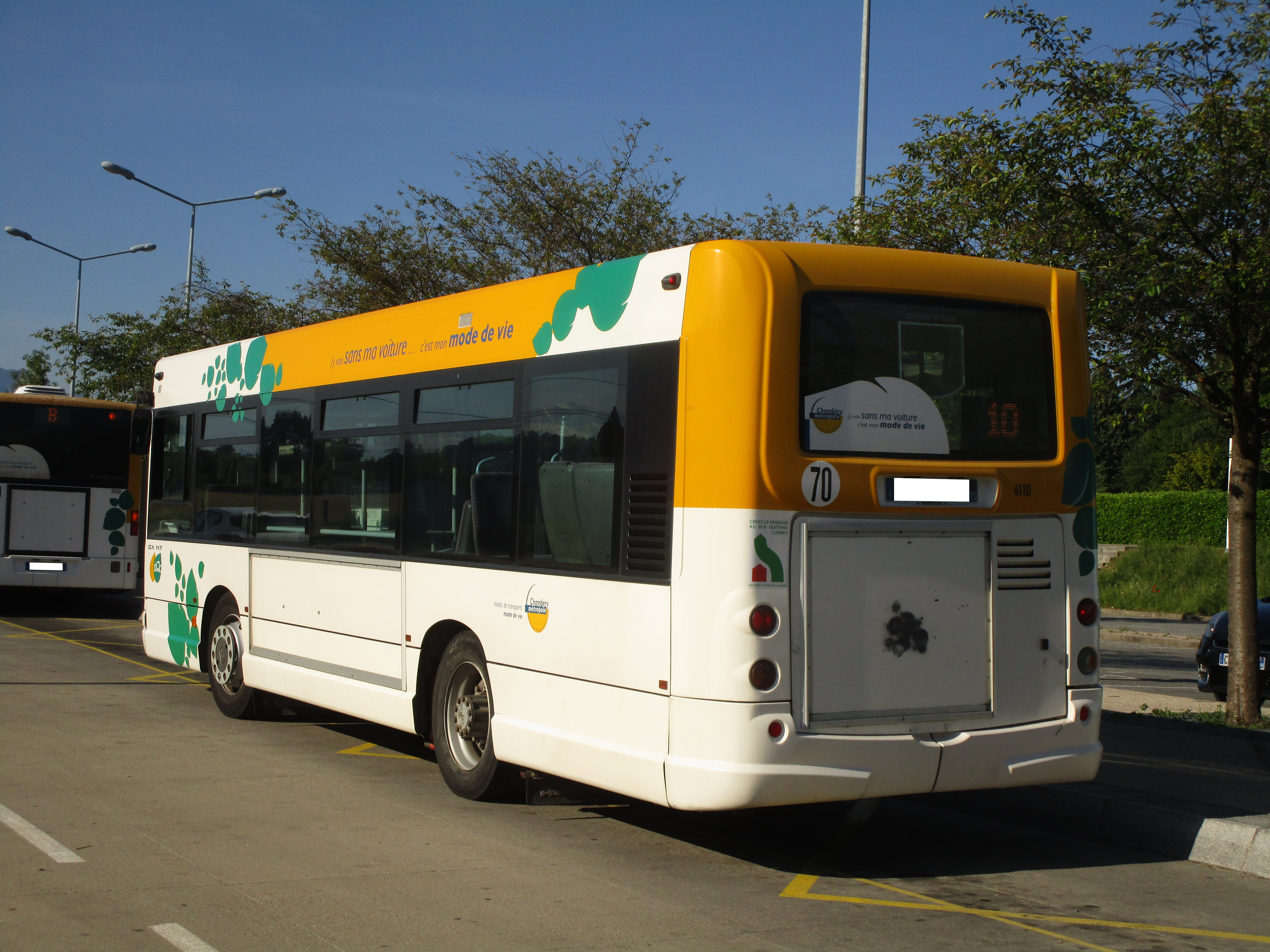
Vue arrière d'un GX 117 de Chambéry.

## Générations
Les GX 117 et GX 117 L ont été produits avec deux générations de moteurs Diesel : 
- Euro 2 : construits de 1998 à 2001.
- Euro 3 : construits de 2001 à 2006.

## Les différentes versions

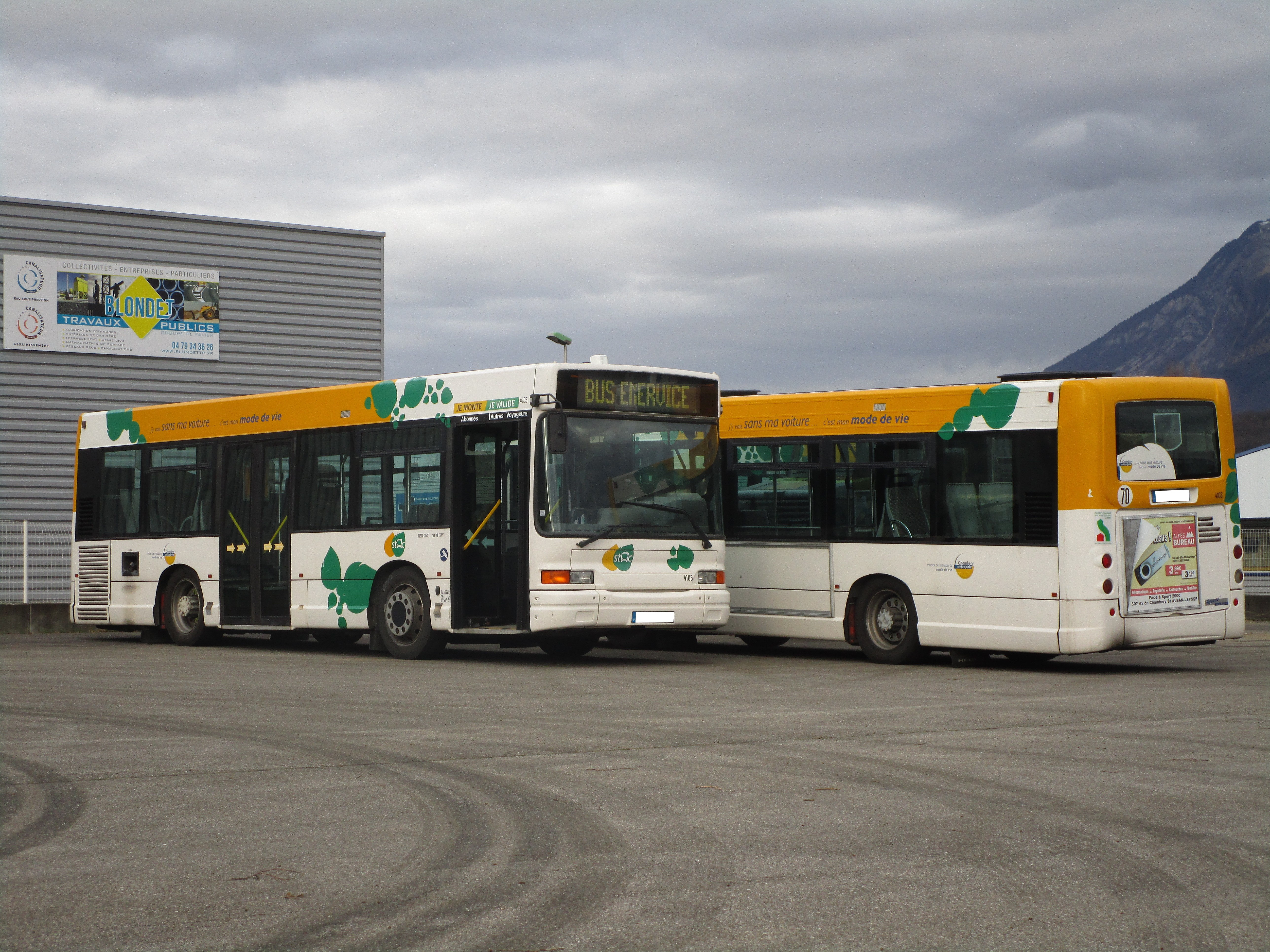
Deux GX 117.

- Heuliez Bus GX 117 Access'Bus : longueur de 9,30 m, équipé de moteur Diesel.
- Heuliez Bus GX 117 L Access'Bus : longueur de 10,50 m, équipé de moteur Diesel.
- Irisbus GX 117 et GX 117 L : versions commercialisées hors France. Uniquement le nom change ainsi que le logo de la calandre.

## Caractéristiques

### Dimensions
|                         | Heuliez Bus GX 117 Irisbus GX 117,   | Heuliez Bus GX 117 L Irisbus GX 117 L, |
| ----------------------- | ------------------------------------ | -------------------------------------- |
| Longueur (hors tout)    | 9 360 mm                             | 10 585 mm                              |
| Largeur (hors tout)     | 2 330 mm                             | 2 330 mm                               |
| Hauteur (hors tout)     | 2 910 mm                             | 2 910 mm                               |
| Empattement             | 4 130 mm                             | 5 335 mm                               |
| Porte-à-faux            | AV : 2 455 mm ; AR : 2 775 mm        | AV : 2 455 mm ; AR : 2 775 mm          |
| Rayon de braquage       | 8 160 mm                             | 9 684 mm                               |
| Masse à vide*           | 8 830 kg                             | 8 830 kg                               |
| P.T.A.C.                | 15 200 kg                            | 17 900 kg                              |
| P.T.R.A                 | Neant                                | Neant                                  |
| Capacité maximale*      | 80 + conducteur                      | 95 + conducteur                        |
| Portes                  | 2 à vantaux - louvoyantes intérieure | 2 à vantaux - louvoyantes intérieure   |
| Hauteur du plancher     | 320 mm                               | 320 mm                                 |
| Réservoir à combustible | Diesel : 200 l                       | Diesel : 200 l                         |

* = variable selon l'aménagement intérieur.

### Motorisations

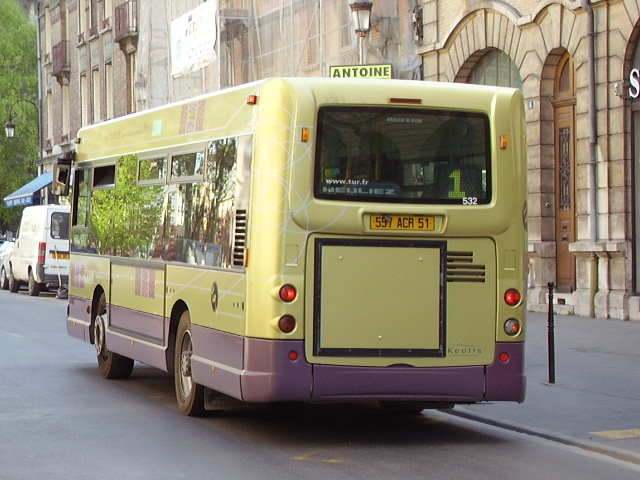
Vue arrière.

Les GX 117 et GX 117 L ont eu deux motorisations Diesel au fil des années de leurs productions et en fonction des différentes normes européennes de pollution.
- le Renault MIDR 06.02.26 W4 (Euro 2) six cylindres en ligne de 6,2 litres avec turbocompresseur développant 210 ch.
- l'Iveco Tector F4AE0682D (Euro 3) six cylindres en ligne de 5,9 litres avec turbocompresseur développant 210 ch, avec ou sans filtre à particules.

Ils sont tous équipés d'une boite de vitesses Allison T 280 R à 4 ou 6 rapports.
| Modèle                          | Construction | Moteur + Nom                                  | Norme Euro | Cylindrée         | Performance                    | Couple                 | Vitesse maxi | Consommation + CO2    |
| GX 117 GX 117 L (Allison T280R) | 1998 - 2001  | 6 cylindres en ligne Renault MIDR 06.02.26 W4 | Euro 2     | 6 180 cm3 (6,2 L) | 154 kW (210 ch) à 2 500 tr/min | ... N m à ... tr/min   | 100 km/h     | ... l/100 km ... g/km |
| GX 117 GX 117 L (Allison T280R) | 2001 - 2006  | 6 cylindres en ligne Iveco Tector F4AE0682D   | Euro 3     | 5 880 cm3 (5,9 L) | 154 kW (210 ch) à 2 700 tr/min | 680 N m à 1 200 tr/min | 100 km/h     |                       |

### Châssis et carrosserie

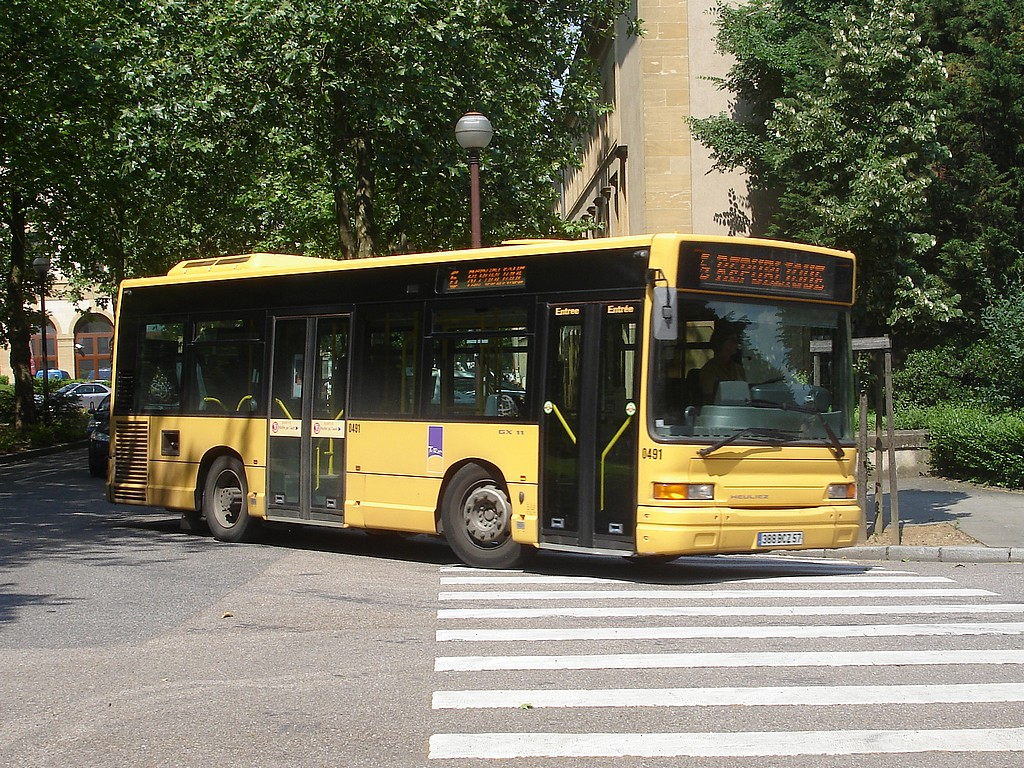

Les ossatures d'Heuliez font appel à des tubes et profilés en acier inoxydable et des matériaux composites pour la carrosserie et la face avant.

### Options et accessoires

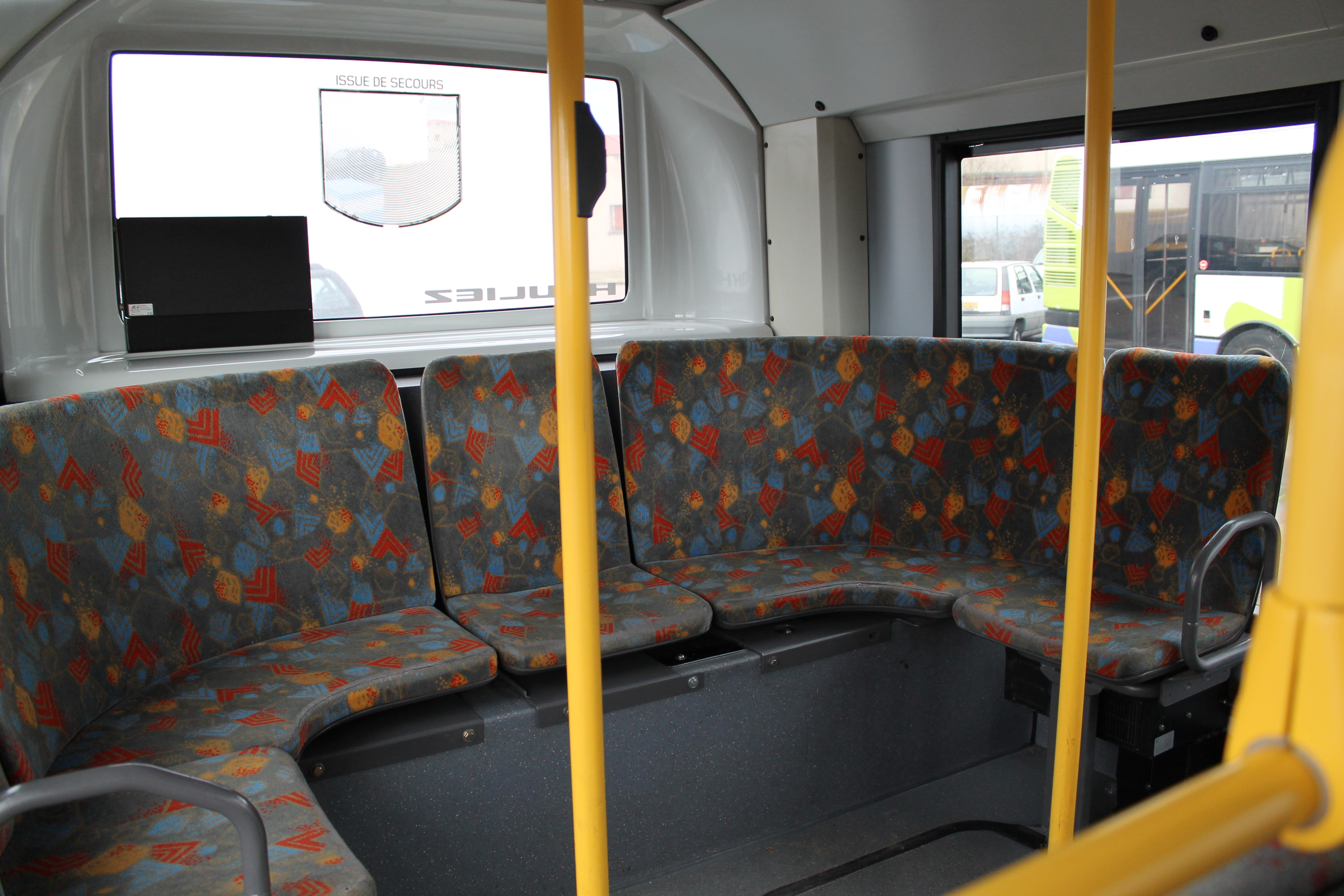
Sellerie en rotonde à l'arrière d'un GX 117 L.

- Filtre à particules (uniquement sur moteur Iveco Tector F4AE0682D).
- Réchauffeur de gazole.
- Commande d'ouverture des portes avant de l'extérieur.
- 3e feu stop central.
- Feux de position latéraux en remplacement des dispositifs réfléchissants latéraux.
- Feux de brouillard avant.
- Chronotachygraphe électronique avec ou sans compte-tour 4e stylet KIENZLE 13.18.25.45.
- Commande manuelle du Ralentisseur.
- Aérateurs de pavillon électrique.
- Climatisation habitacle.
- Aérotherme d'habitacle supplémentaire.
- Boite de vitesse 6 rapports.
- Vitres athermiques.
- Trappes de toit électriques.
- Système d'abaissement (agenouillement) du côté droit de 60 mm aux arrêts commandé du poste conducteur[3].
- Décorations et type de sièges passagers.
- Découpe client / Lettrages et inscriptions.
- Rétroviseur dégivrants (avec ou sans réglage électrique).
- Supports de panneau de publicité.
- Enjoliveurs de roue avant et arrière.
- Déflecteur sur baie conducteur.
- Baies coulissantes.
- Mines BIRCHER sur portes avant et/ou arrière.
- Cellules Dinel sur portes.
- Compteur d'impulsions GOETZ.
- Freinage par ouverture de la porte avant.
- Self-service.
- Remonté du tapis de sol sur panneaux latéraux.
- Garnissage du siège conducteur identique aux sièges passagers.
- Ventilateur conducteur.
- Pare-Soleil manuel frontal droit.
- Bourrelets sur plate-forme.
- Bouton "arrêt demandé" supplémentaire.
- Cadres d'information intérieurs.
- Rampe et espace U.F.R. coté latéral gauche avec totem et bouton sensitif d'arrêt demandé.
- Extincteur.
- Boite à pharmacie non garnie.
- Colonnes et mains courantes Epoxy.
- Colonnes ramifiées sur plate-forme médiane.
- Sièges passagers garnis, antivandalisme ou non.
- Plan de ligne double face au pavillon.
- Boitiers lumineux "arrêt demandé" supplémentaires.
- Girouette frontale (électrique ou électronique).
- Girouette latérale intégrée dans le pavillon (électrique ou éléctronique).
- Girouette arrière n° de ligne derrière lunette arrière (électrique ou éléctronique)
- Haut-parleurs.
- Équipement radio complet.
- Prise de chargement et de démarrage MARTIN LUNEL.
- Gong monocoup zone piétonne.
- Purge manuelle par tirettes des réservoirs d'air.
- Épurateur d'air.
- Dessiccateur d'air.
- A.S.R.
- Chapes de remorquage avant et arrière
- Cric et outillage démonte roue.
- Lot de bord standard[4],[5].

### Préservation
Un certain nombre de ces véhicules ont pu être préservés , :
- Association Omnibus Nantes : une version courte ex-TAN (Nantes) et ex-GRATIbus (Noirmoutier-en-l’Île)
- ASPRO : une version courte ex-RATP (Paris)
- RATP : une version courte ex-RATP (Paris)
- un particulier dans l'Yonne : une version longue ex-choletbus (Cholet)